# I Won't Let You Go (Got7)
I Won't Let You Go è l'undicesimo EP del gruppo sudcoreano Got7, terzo in Giappone, pubblicato il 30 gennaio 2019.

## Descrizione
I Won't Let You Go viene annunciato il 14 novembre 2018. Il brano apripista omonimo, in cui un uomo promette di stare per sempre con la persona amata, esce il 17 dicembre seguente insieme al video musicale.
Il disco esce il 30 gennaio 2019 in edizione standard e quattro edizioni speciali; queste ultime vedono la quinta traccia lasciare posto a un altro brano, e sono corredate da un DVD. Nell'edizione speciale A la strumentale di I Won't Let You Go viene sostituita da un reggaeton remix, e il DVD contiene due versioni del video musicale e il dietro le quinte delle riprese; le edizioni B, C e D contengono invece un duetto inedito tra i membri (Reborn per JB e Youngjae, Cold per Mark e BamBam, 25 per Jinyoung e Yugyeom), e il DVD il dietro le quinte delle relative registrazioni.

## Tracce
Edizione standard
1. I Won't Let You Go – 3:37 (testo: T-Dot – musica: T-Dot, Phoenix)
2. Never Ending Story – 4:06 (testo: Kobee, T-Dot – musica: Kobee)
3. Zero – 3:48 (testo: Jinyoung, Co-sho – musica: Jinyoung, Secret Weapon, Distract)
4. Seesaw – 3:34 (T-Dot)
5. I Won't Let You Go (Instrumental) – 3:37 (musica: T-Dot, Phoenix)

Edizione speciale A (CD+DVD)
1. I Won't Let You Go (Reggaeton Remix) – 4:03 (testo: T-Dot – musica: T-Dot, Phoenix)

Edizione speciale B (CD+DVD)
1. JB, Youngjae – Reborn – 4:13 (testo: Defsoul, Ars, Yuhki Shirai – musica: Defsoul, Ars, Mirror Boy)

Edizione speciale C (CD+DVD)
1. Mark, BamBam – Cold – 3:02 (testo: BamBam, Simon – musica: BamBam, Frants)

Edizione speciale D (CD+DVD)
1. Jinyoung, Yugyeom – 25 – 3:25 (testo: Jinyoung, Yugyeom, Distract, Co-sho – musica: Jinyoung, Yugyeom, Secret Weapon, Distract)

## Formazione
Gruppo
- Mark – rap
- JB (Defsoul) – voce, testi (traccia 5B), musiche (traccia 5B), controcanto (traccia 5B)
- Jinyoung – voce, testi (tracce 3, 5D), musiche (tracce 3, 5D), controcanto (traccia 5D)
- Youngjae (Ars)  – voce, testi (traccia 5B), musiche (traccia 5B), controcanto (traccia 5B)
- BamBam  – rap
- Yugyeom – voce, testi (traccia 5D), musiche (traccia 5D), controcanto (traccia 5D)

Produzione
- Co-sho – testi (tracce 3, 5D)
- Distract – testi (traccia 5D), musiche (traccia 5D)
- Goodear – editing digitale (traccia 3)
- Heo Eunsook – editing digitale (traccia 5D)
- Jeong Moyun – registrazione (tracce 1, 3-4, 5B, 5D)
- Jo Junsung – missaggio (traccia 5D)
- JuHo – controcanto (traccia 2)
- Yonnu Kang – registrazione (traccia 2)
- Kwak Jungshin – registrazione (tracce 1, 3-4, 5B, 5D)
- Kobee – testi, musiche, arrangiamenti, strumenti, programmazione computer, editing digitale (traccia 2)
- Yu-ki Kokubo – controcanto (tracce 1, 4)
- Kwon Namwoo – mastering (tracce 1-4, 5B, 5D)
- Lee Taesub – missaggio (traccia 3)
- MasterKey – missaggio (traccia 2)
- Mirror Boy – arrangiamenti, strumenti, programmazione computer, editing digitale (traccia 5)
- Moon Hanmiru – controcanto (traccia 5B)
- Manabu Ohta – editing digitale (tracce 1, 4)
- Park Gyeon-sun – missaggio (traccia 5B)
- Phoenix – musiche (traccia 1)
- Secret Weapon – musiche, arrangiamenti, strumenti, programmazione computer (tracce 3, 5D)
- Yuhki Shirai – testi (traccia 5)
- T-Dot – testi (tracce 1-2, 4), musiche (tracce 1, 4), arrangiamenti (tracce 1, 4), strumenti (tracce 1, 4), programmazione computer (tracce 1, 4)
- Brian U – registrazione (traccia 2)
- Naoki Yamada – missaggio (tracce 1, 4)

## Successo commerciale
In Giappone, il disco è arrivato in vetta alla Oricon Weekly Album Chart (solo vendite fisiche) nella settimana dal 28 gennaio al 3 febbraio 2019 dopo aver occupato il primo posto della classifica giornaliera il giorno dell'uscita, e per quattro giorni in totale. I Won't Let You Go ha venduto 40 115 copie nei primi tre giorni e 58 488 nella prima settimana, classificandosi primo sulla Billboard Japan Hot Albums all'11 febbraio 2019 e sulla Top Album Sales nella settimana conclusasi il 3 febbraio.